# 샤를로텐부르크

샤를로텐부르크성

샤를로텐부르크(독일어: Charlottenburg)는 독일 베를린에 위치한 도시이다. 1705년 하노버의 소피아 샬럿의 이름을 따서 지어진 이 도시는 베를린에서 현존하는 가장 큰 왕궁인 샤를로텐부르크 궁전과 인근 박물관으로 가장 잘 알려져 있다.
샤를로텐부르크는 1920년까지 베를린의 서쪽에 위치한 독립 도시였다. 2001년 베를린 행정개혁 과정에서 빌머스도르프 구와 합병하여 샤를로텐부르크-빌머스도르프 구에 편입되었다. 2004년에는 샤를로텐부르크 구를 샤를로텐부르크 구, 베스텐트 구, 샤를로텐부르크노르트 구로 분할했다.